# Freddie Goodwin
Pour les articles homonymes, voir Goodwin.
Freddie Goodwin, né le 28 juin 1933 à Heywood et mort le 19 février 2016 à Gig Harbor, est un footballeur anglais qui évolue au poste de milieu de terrain. Après sa carrière de joueur, il se reconvertit en entraîneur.

## Biographie
Avec Manchester United, Freddie Goodwin remporte le championnat d'Angleterre en 1956 et 1957, ainsi que le Community Shield en 1957 et 1958.
Il joue trois matchs en Coupe d'Europe des clubs champions avec l'équipe de Manchester United.
Plus tard, Goodwin a déménagé aux États-Unis pour poursuivre sa carrière d'entraîneur. Il a également été nommé président des Kicks du Minnesota. Il vivait dans l'État de Washington où il possédait également une agence de voyages à Vashon Island. Il est décédé d'un cancer à Gig Harbor, dans l'Etat de Washington, le 19 février 2016 à l'âge de 82 ans.